# Dorfkirche Henfstädt

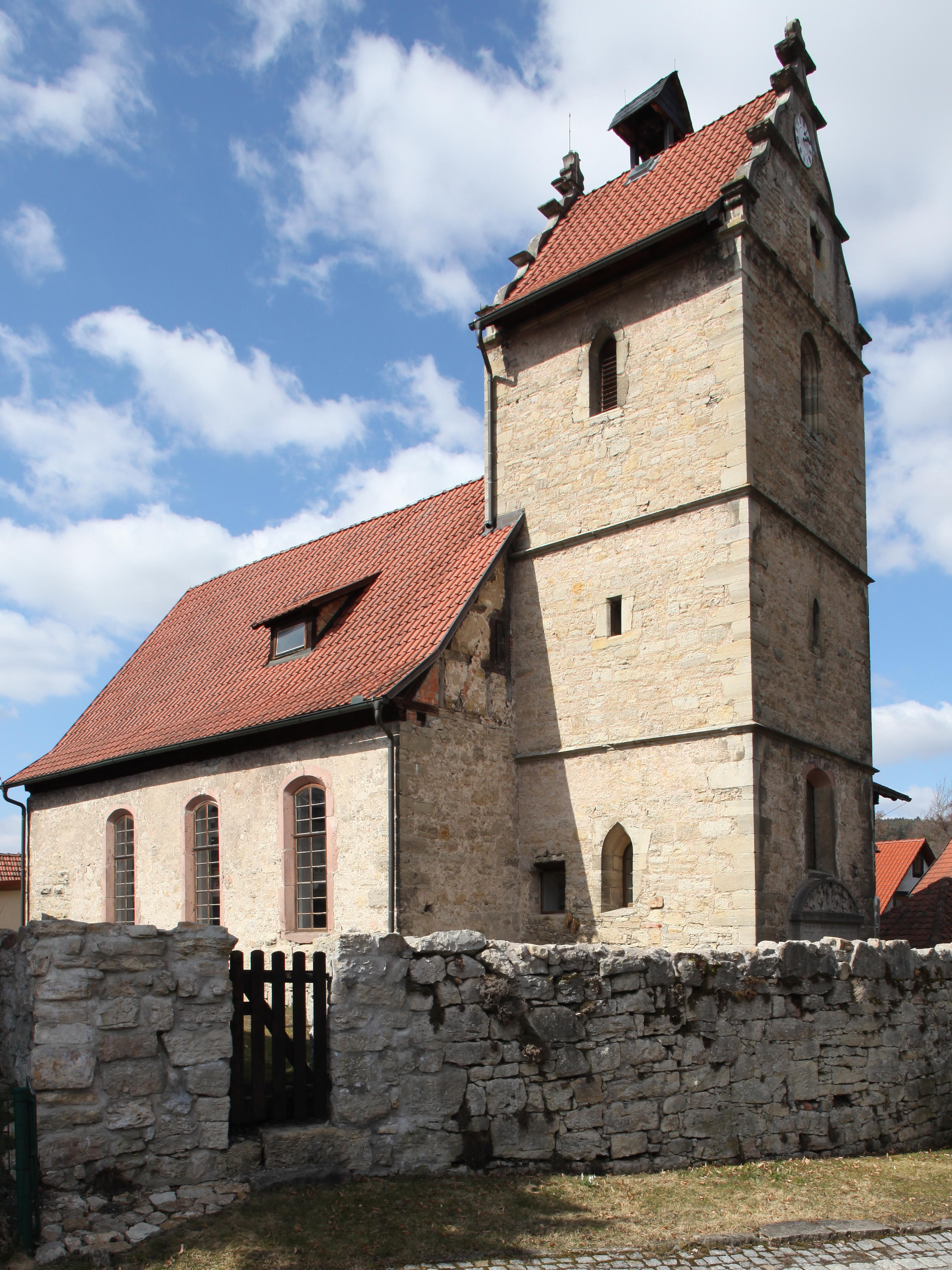
Die ev. Kirche

Die denkmalgeschützte evangelisch-lutherische Dorfkirche Henfstädt steht in der Gemeinde Henfstädt im Landkreis Hildburghausen in Thüringen.

## Geschichte
Die Dorfkirche wurde im Jahre 1544 erstmals urkundlich erwähnt. Fenster mit Spitz- und Rundbögen weisen auf eine frühgotische Bauzeit, ein Baudatum ist nicht überliefert.

## Architektur
Die Kirche wurde vollständig aus Steinen erbaut. An den östlich gelegenen Turm mit Chorraum im Untergeschoss schließt mit dem Triumphbogen das Kirchenschiff an. An der Nordseite befindet sich die Sakristei. Der steinerne Altar ist gut erhalten. Der Chorraum (Kreuzgewölbe) ist eine Art Sakristei und vom Haupthaus durch ein Glasfenster abgeteilt.

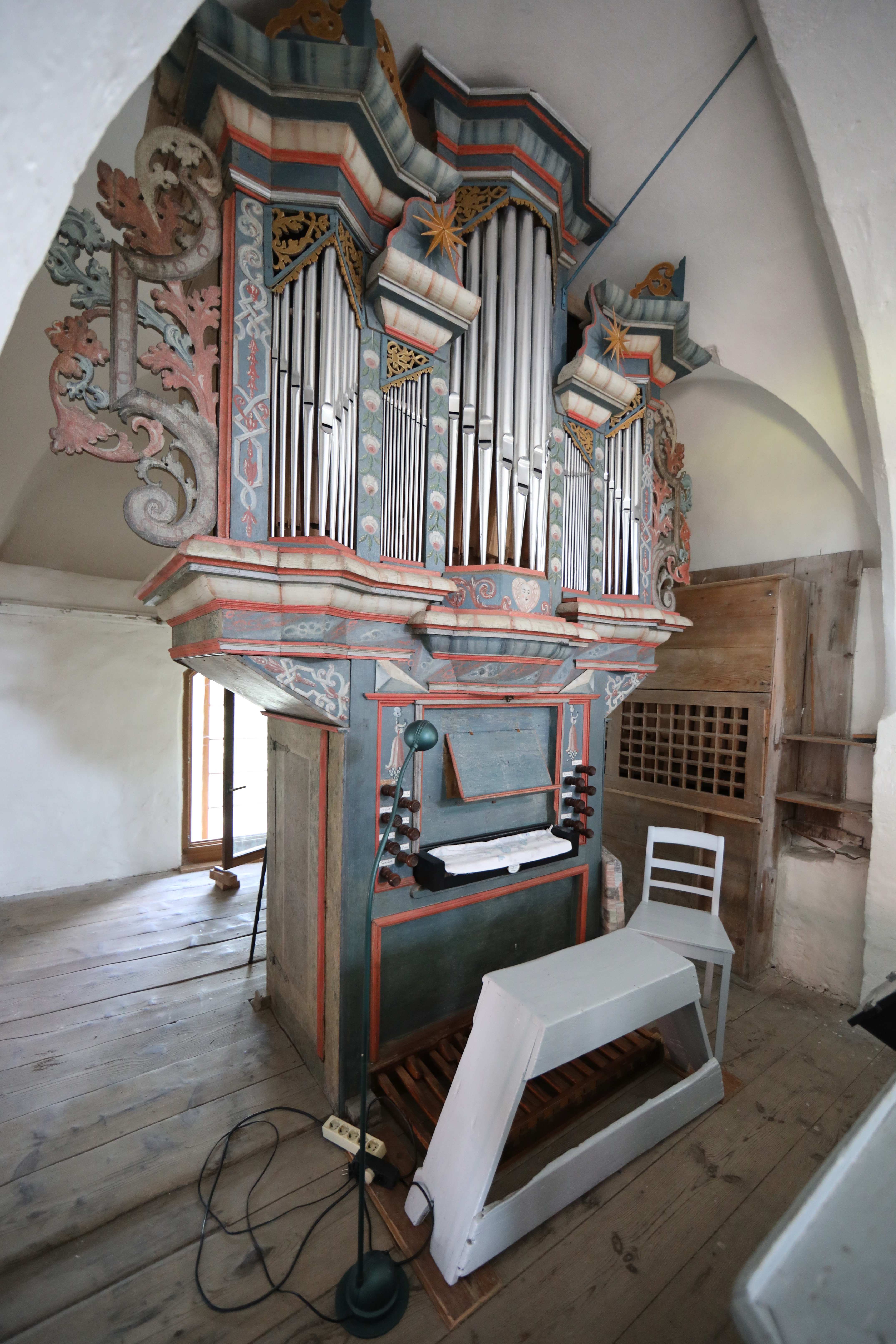
Orgel

In der Kirche befindet sich eine Orgel von 1747 aus der Werkstatt des Johann Valentin Nößler aus Zella. Sie wurde im Jahr 2009 von Orgelbau Waltershausen restauriert. Das einmanualige Instrument mit Pedal hat elf Register. Die Orgel wurde nie umdisponiert.